# Eerste edele
Eerste Edele is de leidende edele namens de tweede stand, de adel, in de Staten van Zeeland vanaf 1555 tot het einde van de Republiek in 1795. In de Grafelijke tijd bestonden de Staten uit drie leden: de Edelen, de Breed Geërfden en de Steden. Sinds 1555 kwam de eerste stand toe aan de prelaat, de derde stand aan de steden.

## Samenstelling en geschiedenis van de Staten van Zeeland
De steden bestonden in eerste instantie uit de grafelijke, genoemd "goede", steden Middelburg en Zierikzee. Later zijn hier aan toegevoegd Reimerswaal, Goes en Tholen. Na 1578 kon Reimerswaal, platgebrand door de Watergeuzen in 1573, zich niet meer laten vertegenwoordigen. In 1574 verviel de functie van de prelaat in de Staten na verdrijving van de bisschop van Middelburg en werden Veere en Vlissingen toegevoegd als Vazalsteden, dankzij bewezen diensten tijdens de opstand. Vanaf dat moment werden de Staten vertegenwoordigd door de (Vertegenwoordiger van de) Eerste Edele en de zes stemhebbende steden.
Door het uitwijken van veel katholiek gebleven hogere edelen, zoals Van Renesse en een tak van Van der Hooghe, bleef de positie van de Edelen vacant, waardoor Willem van Oranje geleidelijk de positie kon innemen. De Staten verleenden het recht echter aan graaf Maurits van Nassau, als erfgenaam van prins Willem van Oranje, die de markizaatrechten uit de boedel van Maximiliaan van Bourgondië had verworven. 
De resterende Zeeuwse edelen, waaronder Maximiliaan van Cruijningen en Willem van Cats, hebben vergeefs gepoogd om toegelaten te worden tot de Staten vergadering namens de Ridderschap in 1615, 1616, 1624 en 1651. Door het uitsterven van vrijwel alle protestantse Zeeuwse adellijke geslachten in de loop van de zeventiende eeuw verdwijnt de facto de Ridderschap in Zeeland.
De stad Brouwershaven doet in 1622 tevergeefs een poging om toegelaten te worden tot de vergadering, maar een besluit hiertoe wordt uitgesteld.

## Eerste Edele van Zeeland
Maximiliaan van Bourgondië nam in 1555, als markies van Veere, na het verval van de positie van de prelaat de naam van Eerste Edele aan, zonder dat andere edelen in de Staten uitgesloten waren. Na zijn overlijden in 1558 greep Willem van Oranje de mogelijkheid aan om deze positie te vertegenwoordigen als voogd van zijn zoon Filips Willem, die heer van St. Maartensdijk (Tholen) was. Filips II was koper van beide markizaten. Bij verkoop van het Markizaat van Veere en Vlissingen was uitdrukkelijk het recht tot verschijning als Eerste Edele in de Staten van Zeeland uitgesloten op verzoek van Willem van Oranje. Desondanks achtte Filips II zich alleszins gerechtigd de positie van Eerste Edele te bekleden.
Als uitvoering van de Acte van Verlatinghe werd in 1581 de verkoop van het markizaat aan Filips II van Spanje tenietgedaan en werden de rechten van de markizaten gekocht door Willem van Oranje.
Namens Filips II deed Adolf van Bourgondië, heer van Wakken, in 1596 tevergeefs als vertegenwoordiger van Filips Willem aanspraak op de rechten van Eerste Edele. Graaf Maurits van Nassau benoemde echter Jacob van Maldere als zijn vertegenwoordiger, die ook daadwerkelijk plaats nam in de Staten.

De lijst van Eerste Edelen is als volgt:
| Eerste Edele | leven       | periode   |
| --- | ----------- | --------- |
| Maximiliaan II van Bourgondië + | (1514-1558) | 1555-1558 |
| prins Filips Willem van Oranje* | (1554-1618) | 1562-1609 |
| graaf Maurits van Oranje** | (1567-1625) | 1609-1625 |
| prins Frederik Hendrik | (1584-1647) | 1625-1647 |
| prins Willem II | (1626-1650) | 1648-1650 |
| Eerste Stadhouderloze Tijdperk | ( - )       | 1650-1668 |
| prins Willem III | (1650-1702) | 1668-1702 |
| Tweede Stadhouderloze Tijdperk | ( - )       | 1702-1747 |
| prins Willem IV*** | (1711-1751) | 1747-1751 |
| erfstadhouder Willem V**** | (1748-1806) | 1751-1795 |
| + sinds 1555 markies van Veere * bevoogd zijn vader Willem van Oranje (1562-1584) en zijn broer Maurits (1584-1609) ** sinds 1618 prins van Oranje *** sinds 1747 erfstadhouder van Zeeland **** beheerd door zijn moeder Anna van Hannover (1751-1759) en grootmoeder Maria Louise van Hessen-Kassel (1759-1765) gedurende zijn minderjarigheid |             |           |

De Eerste Edele liet zich vertegenwoordigen in de Staten van Zeeland, De rekenkamer en de Staten van Walcheren door een representant. Deze representant had het eerste spreekrecht tijdens de vergadering en het benoemingsrecht van het magistraat in de markizaatsteden Veere en Vlissingen.

## Vertegenwoordiger van de Eerste Edele in de Staten van Zeeland
De Eerste Edele liet zich in de Staten vertegenwoordigen door een representant. Deze representant vertegenwoordigde de Eerste Edele ook in het college van gecommitteerde raden en ter admiraliteit.  Hij had het recht het eerst het woord te voeren in de Zeeuwse colleges. Hij benoemde de baljuw en de leden van het magistraat van Veere en Vlissingen op voorstel van het magistraat. Daarnaast had hij het recht de functies te benoemen in de Zeeuwse domeinen. Hij had een permanente vertegenwoordiging ter Staten- Generaal.
Erfrechtelijk is de positie betwist tijdens het leven van Filips Willem, Prins van Oranje, die formeel als heer van St Maartensdijk de positie van Eerste Edele inneemt. Aangezien hij door Filips II in Spanje in gijzeling wordt gehouden kan hij zijn rechten niet uitoefenen. Bij het overlijden van de representant Pieter de Rijcke in 1596 werd de positie opgeëist door graaf van Hohenlohe uit naam van Filips Willem, die erfrechtelijk gold als wettelijke opvolger van Willem van Oranje. Feitelijk konden de rechten niet uitgeoefend worden sinds de Acte van Verlatinghe was ingevoerd. 
De lijst van de vertegenwoordigers van de Eerste Edele in de Staten van Zeeland is als volgt:
| Vertegenwoordiger van de Eerste Edele | leven        | periode   |
| --- | ------------ | --------- |
| jonker Adolf van Borssele+ | (1527-1584)  | 1562-1578 |
| jonker Arend van Dorp | (1528-1600)  | 1578-1579 |
| jonker Pieter de Rijcke++ | (15..-1596)  | 1579-1596 |
| jonker Jacob van Maldere | (15..-1617)  | 1597-1617 |
| jonker Adriaan de Manmaker, ridder | (1579->1632) | 1618-1631 |
| mr Johan de Knuyt, ridder | (1587-1654)  | 1631-1650 |
| Eerste Stadhouderloze Tijdperk | ( - )        | 1650-1668 |
| Willem Adriaan van Nassau*, heer van Odijk | (1632-1705)  | 1668-1702 |
| Tweede Stadhouderloze Tijdperk | ( - )        | 1702-1747 |
| jonker Jan van Borssele van der Hooghe** | (1719-1806)  | 1747-1764 |
| mr Wilhem van Citters, plaatsvervangend sinds 1764*** | (1723-1802)  | 1766-1767 |
| mr Johan van der Perre | (1738-1790)  | 1768-1779 |
| Willem Carel Hendrik van Lynden van Blitterswijk**** | (1736-1816)  | 1779-1795 |
| +Jonker Adolf van Borssele stamt uit een bastaard tak van de familie van Borssele van Spreeuwestein. ++Pieter de Rijcke was als vertegenwoordiger uit naam van Filips Willem zowel benoemd door Philips II als door Willem van Oranje namens zijn zoon. Willem van Oranje had in 1581 de markizaatsrechten gekocht met het beding dat hij als Eerste Edele voor alle andere edelen kon handelen. Na zijn overlijden in 1596 benoemde Koning Philips II eveneens uit naam van Filips Willem van Oranje de graaf van Hohelohe als Vertegenwoordiger van de Eerste Edele. Deze vertegenwoordiger kreeg geen toegang tot de Staten Vergadering en was daarmee machteloos, ondanks meerdere pogingen om toegang te krijgen. Het conflict eindigde nadat Maurits en Filips Willem een schikking hadden getroffen over de verdeling van de boedel als onderdeel van het twaalfjarig bestand, waarbij Filips Willem de bezittingen in de Zuidelijke Nederlanden kreeg en Maurits de bezittingen in de Noordelijke Nederlanden. *Willem Adriaan van Nassau is door zijn huwelijk met Elisabeth van der Nisse, vrouwe van Heinkenszand, Overzand en Driewegen verwant aan de Bevelandse familie Van der Nisse en werd hierdoor gezien als Zeeuwse edele. **Willem van Citters was in 1747 meerdere malen benaderd door stadhouder Willem IV om representant te worden maar bedankte wegens zijn gevorderde leeftijd. In zijn plaats werd Jan van Borssele van der Hooghe benoemd. ***Wilhem van Citters treedt in 1767 terug uit deze functie, omdat hij het oneens is met de centralistische visie van de hertog van Brunswijk ten aanzien van directe benoemingen door de Eerste Edele zelf, waardoor de macht van de Vertegenwoordiger aanzienlijk inperkt wordt. ****Willem van Lynden van Blitterswijk is geen Zeeuw, maar verwant aan de familie (van Borssele) van der Hooghe. |              |           |

## Vertegenwoordiger van de Eerste Edele in de Provinciale Rekenkamer
Daarnaast wordt de Eerste Edele vertegenwoordigd in de Provinciale Rekenkamer en door een derde lid in de Staten van Walcheren.
De lijst van de Vertegenwoordigers van de Eerste Edele in de Provinciale Rekenkamer is als volgt:
| Vertegenwoordiger van de Eerste Edele | leven         | periode   |
| ------------------------------------- | ------------- | --------- |
| Simon Parduyn                         | (15..-1612)   | 1596-1612 |
| jonker Adriaan van Manmaker, ridder   | (1579->1632)  | 1612-1618 |
| mr Johan de Teelinck                  | (1577-1623)   | 1619-1623 |
| jonker Jacob van Berchem              | (~1585->1652) | 1625-1628 |
| jonker Johan van Berchem              | (-1648)       | 1628-1648 |
| Adriaan Stavenisse                    | (1620-1652)   | 1649-1650 |
| Eerste Stadhouderloze Tijdperk        | ( - )         | 1650-1668 |
| dr Pieter Duvelaer                    | (1632-1711)   | 1668-1670 |
| mr Willem Lesage                      | ( -1721)      | 1670-1702 |
| Tweede Stadhouderloze Tijdperk        | ( - )         | 1702-1747 |
| mr Cornelis van Citters               | (1717-1782)   | 1747-1782 |
| mr Engelbert van de Mandere           | (1744-1827)   | 1782-1795 |

## Trivia
De vertegenwoordiger van de Eerste Edele wordt in de volksmond proppennobel genoemd.